# Cesano Boscone
Cesano Boscone ist eine Gemeinde mit 23.350 Einwohnern (Stand 31. Dezember 2023) in der Metropolitanstadt Mailand, Region Lombardei.

## Geographie
Cesano Boscone liegt in der Metropolitanstadt Mailand, in der Region Lombardei.
Cesano Boscone wird in vier Rioni eingeteilt. La Corte, Il Bosco, Il Ponticello und La Cascina. Zwischen Mailand und Cesano Boscone läuft der Kanal Lambro Meridionale entlang.
Die Nachbarorte von Cesano Boscone sind Mailand mit dem Stadtteil Baggio, Corsico und Trezzano sul Naviglio.

## Geschichte
Der Name erinnert an die römischen Antike. Als vielen Veteranen Gebiete am Po als Gegenleistung für die Feldzüge erbracht wurden. Es wird angenommen, dass der Zusatz „Boscone“ daher stammt, da das Gebiet Cesano von Wald umgeben war. Archäologische Ausgrabungen im Bereich der Kirche von San Giovanni Battista, zeugen von römischen Ursprungs, sowie die Position der zwei Hauptstraßen, Via Roma und Via Milano.
Weitere archäologischen Ausgrabungen haben eine Nekropole ausgegraben, die auf langobardische Herrschaft datiert wird. Es wurde die Anordnung der Skelette geprüft, die in parallelen Reihen angeordnet waren und nicht in einer unbestimmten Reihenfolge verteilt wurden, wie es die Römer taten. Es gibt Spekulationen, dass die Kirche St. Johannes der Täufer von Königin Theodolinda 613 gegründet wurde.
Cesano Boscone war Teil der Grafschaft von Mailand im 10. Jahrhundert, als es eine Stadt von beachtlicher Größe war und unter der Gerichtsbarkeit der Religionsgemeinschaft Olivetana Lorenteggio. Im Laufe der Zeit begann die Bedeutung von Cesano Boscone zu sinken. In den Jahren 1629/1930 ging die Bevölkerung dramatisch zurück, nach die in Cesano Boscone die Pest gewütet hatte. Ein Zeugnis der Habsburger in Cesano ist die  „Villa Marazzi“, deren Wiederherstellung kürzlich abgeschlossen wurde. Während der österreichischen Herrschaft gehörte die Stadt und seine Gemeinde zu der Provinz Mailand.
Mit der Teilung der Provinzen der Lombardei, in der Zeit des Königreichs Lombardei-Venetien wurde die Gemeinde Cesano Boscone wiederhergestellt. Die erste Volkszählung von 1861, im Königreich Italien, ergab eine Bevölkerung von 654. Bis 1901 blieb die Bevölkerung unter 1000.
In der Nachkriegszeit nahm Cesano viele Menschen aus Sizilien, den Marken und Friaul-Julisch Venetien auf, die entweder wegen Erdbeben oder Vertreibung kamen. In den sechziger Jahren stieg die Bevölkerung stark an, der Grund waren Auswander aus Süditalien, die in den Norden kamen.

## Bevölkerung

### Demografie
Cesano Boscone zählt 9.856 Privathaushalte. Zwischen 1991 und 2001 fiel die Einwohnerzahl von 26.260 auf 23.593. Dies entspricht einer prozentualen Abnahme von 10,2 %. Von 2001 bis 2011 fiel die Bevölkerung leicht.
Quelle ISTAT

### Ethnien und Migration
Am 31. Dezember 2020 lebten in Cesano Boscone 2556 nicht-italienische Staatsbürger. Die meisten von ihnen stammen aus folgenden Ländern:

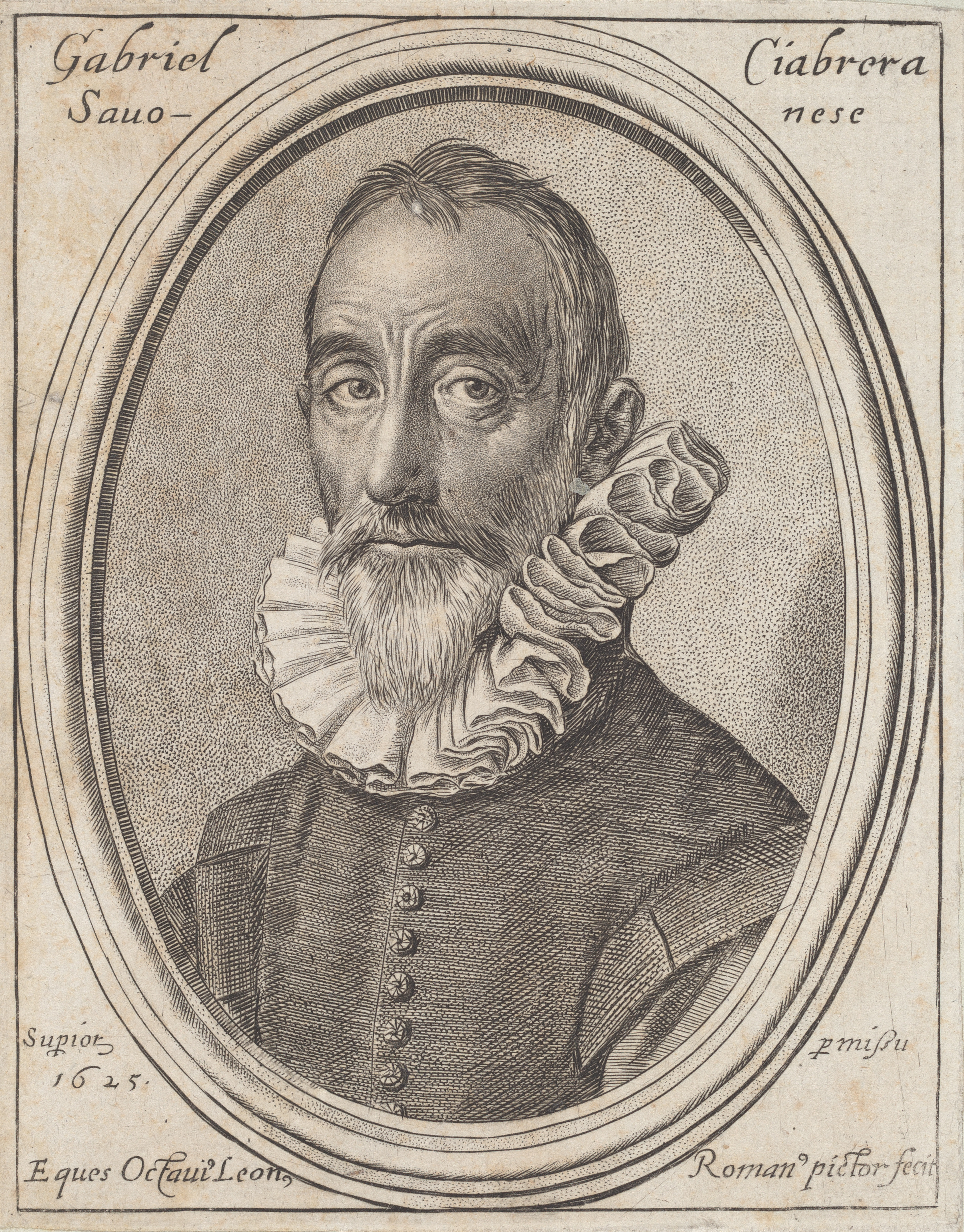

1. Rumänien – 382
2. Ägypten – 379
3. Peru – 225
4. Ecuador – 194
5. El Salvador – 145
6. Marokko – 140
7. Albanien – 138

## Verkehr

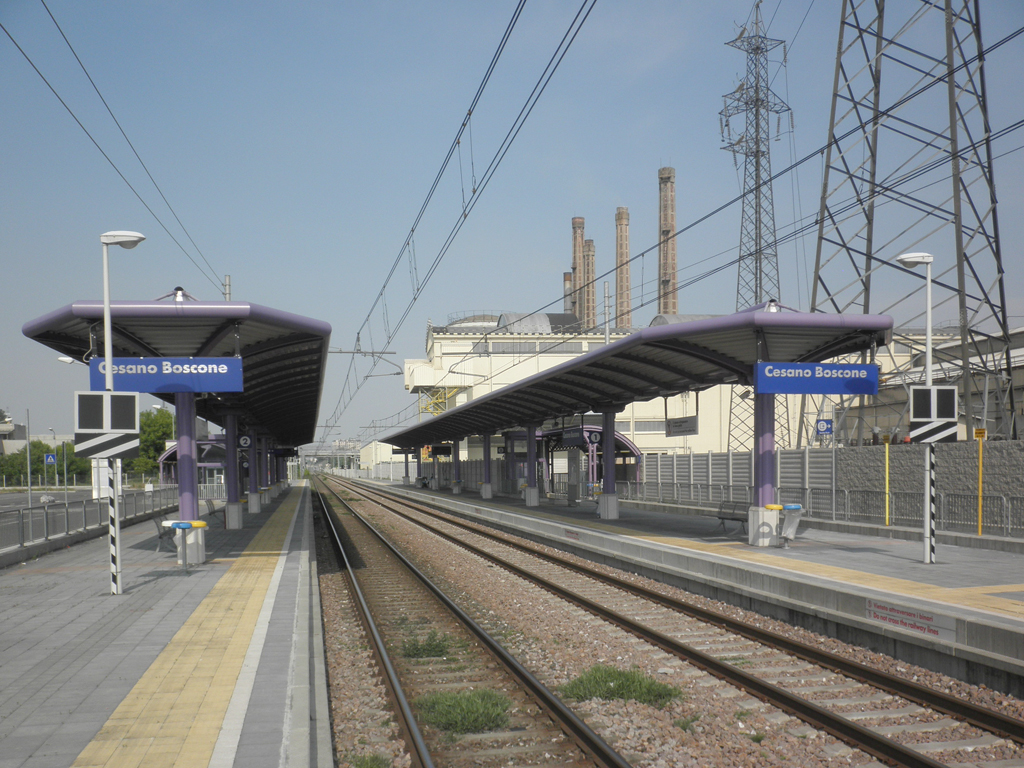
Ansicht der Bahnsteige des Haltepunktes (2011)

Die Gemeinde besitzt einen Haltepunkt an der Bahnstrecke Mailand–Mortara, welche in den Jahren 2000 bis 2009 zweigleisig ausgebaut wurde. Dieser wurde am 7. Dezember 2009 eröffnet und wird seitdem durch die S9 der S-Bahn Mailand, im 30-Minuten-Takt, bedient. Nördlich des Haltepunktes entsteht ein  Parkplatz, der als P+R fungiert.